# Magda Sawon
Magda Sawon es una marchante de arte, galerista de arte contemporáneo y una figura del mundo del arte propietaria de la Galería Postmasters de Nueva York (con su esposo Tamas Banovich), una galería para artistas contemporáneos jóvenes y establecidos, especialmente aquellos que trabajan en nuevos medios, en el barrio de Tribeca de Nueva York. La galería es considerada una de las "galerías experimentales líderes" en la ciudad.

## Trayectoria
Magdalena Sawon llegó a Manhattan desde Polonia en 1981, después de haber estudiado historia del arte en Varsovia, especializándose con un máster en japonismo. Después de trabajar en una zapatería, y a raíz de una clase que recibió en la New School impartida por Estelle Schwartz, se puso en contacto con su socio Tamas Banovich, abriendo una galería de arte en East Village entre las calles 4th y 5th en diciembre de 1984. El nombre de la galería hace referencia a la etapa posterior a maestros europeos, alude al posmodernismo y también apunta a su interés por el arte postal.
En 1988, Sawon y Banovich trasladaron su galería a un loft en el Soho neoyorkino, entre las calles Greene y Spring. Posteriormente, la galería se trasladó a Chelsea (1998) y finalmente se estableció en Tribeca en octubre de 2013.  En 2002, Sawon vendió una obra de su galería (de los artistas Jennifer y Kevin McCoy ) al Museo Metropolitano de Arte, hecho que describió como un punto culminante de su carrera. Sawon fue elegida miembro de la junta directiva de Rhizome en 2002. También es miembro fundadora de la feria de arte de Miami SEVEN, inaugurada en 2010.